# Municipio de Garnavillo
Garnavillo Township es una subdivisión territorial del condado de Clayton, Iowa, Estados Unidos. Según el censo de 2020, tiene una población de 987 habitantes.
Tiene un código de clase Z1 que indica que no está en funcionamiento (non-functioning county subdivision).

## Geografía
La subdivisión está ubicado en las coordenadas 42°51′30″N 91°13′57″O / 42.85833, -91.23250. Según la Oficina del Censo, tiene una superficie de 85.80 km², correspondientes en su totalidad a tierra firme.

## Demografía
Según el censo de 2020, hay 987 personas residiendo en la zona. La densidad de población era de 11.5 hab./km². El 94.83 % de los habitantes son blancos, el 0.71 % eran afroamericanos, el 0.10 % era amerindio, el 0.10 % era isleño del Pacífico, el 2.03 % eran de otras razas y el 2.23 % son de una mezcla de razas. Del total de la población, el 3.95 % eran hispanos o latinos de cualquier raza.